# 종원
종원(鍾元, ? ~ ?)은 전한 말기의 관료로, 자는 영군(寧君)이며 영천군 사람이다.

## 행적
본래 상서령이었던 종원은 대리를 겸직하면서 한창 세도를 부렸는데, 아우 종위(鍾威) 또한 영천의 군연(郡掾)으로 있으면서 천 금을 횡령하였다. 영천태수 하병이 종위의 죄를 들추어내니, 종원은 종위의 처벌을 사형에서 한 등급 감면하여 곤겸으로 판결해줄 것을 요청하였다. 그러나 하병은 양형은 오로지 종위와 종원이 하기 나름이라며 거절하였고, 이에 종원은 두려워하며 종위를 중앙으로 불러들였다. 하병은 은밀히 관리를 모아 종위의 뒤를 쫓게 하였고, 관리들은 낙양에서 종위를 잡아 쳐 죽였다.

## 출전
- 반고, 《한서》 권19하 백관공경표(百官公卿表) 下 · 권77 제갈유정손무장하전(諸葛劉鄭孫毋將何傳)

| 전임 양상 | 전한의 대리 3년 ~ ? | 후임 (불명) |